# Achiel Bruneel
Achiel Bruneel, (Herenthout, 19 d'octubre de 1918 - Anvers, 5 de juny de 2008) fou un ciclista belga, que va destacar en les curses de sis dies en què va aconseguir dotze victòries.

## Palmarès
- 1938
  - Vencedor d'una etapa a la Volta a Bèlgica amateur
- 1947
  - 1r als Sis dies d'Anvers (amb Omer De Bruycker)
  - 1r als Sis dies de París (amb Robert Naeye)
- 1948
  - 1r als Sis dies de Gant (amb Camile Dekuysscher)
- 1949
  - 1r als Sis dies de París (amb Guy Lapebie)
  - 1r al Premi Dupré-Lapize (amb Jozef De Beuckelaer)
- 1950
  - 1r als Sis dies d'Anvers (amb Rik Van Steenbergen)
  - 1r als Sis dies de Saint-Étienne (amb Guy Lapébie)
  - 1r als Sis dies de Brussel·les (amb Jos De Beuckelaer)
- 1952
  - 1r als Sis dies de París (amb Rik Van Steenbergen)
  - 1r als Sis dies de Brussel·les (amb Lucien Acou)
- 1953
  - 1r als Sis dies d'Anvers (amb Oscar Plattner)
  - 1r als Sis dies de Gant (amb Arsène Rijckaert)
- 1954
  - 1r als Sis dies de Dortmund (amb Lucien Acou)